# Garáb
Garáb è un comune dell'Ungheria di 77 abitanti (dati 2001). È situato nella contea di Nógrád.